# Biella Challenger Indoor
El Biella Challenger Indoor es un torneo profesional de tenis. Pertenece al ATP Challenger Tour. Se juega desde el año 2021 sobre pistas de dura bajo techo, en Biella, Italia.

## Palmarés

### Individuales
| Año      | Campeón         | Finalista          | Resultado        |
| -------- | --------------- | ------------------ | ---------------- |
| 2021 (1) | Illya Marchenko | Andy Murray        | 6–2, 6–4         |
| 2021 (2) | Kwon Soon-woo   | Lorenzo Musetti    | 6–2, 6–3         |
| 2021 (3) | Andreas Seppi   | Liam Broady        | 6–2, 6–1         |
| 2021 (4) | Daniel Masur    | Matthias Bachinger | 6–3, 6–7(8), 7–5 |

### Dobles
| Año      | Campeones                                | Finalistas                        | Resultado        |
| -------- | ---------------------------------------- | --------------------------------- | ---------------- |
| 2021 (1) | Luis David Martínez David Vega Hernández | Szymon Walków Jan Zieliński       | 6–4, 3–6, [10–8] |
| 2021 (2) | Hugo Nys Tim Pütz                        | Lloyd Glasspool Harri Heliövaara  | 7–6(4), 6–3      |
| 2021 (3) | Quentin Halys Tristan Lamasine           | Denys Molchanov Sergiy Stakhovsky | 6–1, 2–0 ret.    |
| 2021 (4) | Lloyd Glasspool Matt Reid                | Denys Molchanov Sergiy Stakhovsky | 6–3, 6–4         |